# 佐濃谷川
佐濃谷川（さのたにがわ）は、京都府京丹後市久美浜町を流れる佐濃谷川水系の二級河川。流域面積は約54.2 km2、流路延長は約17.1kmである。

## 地理

### 流路

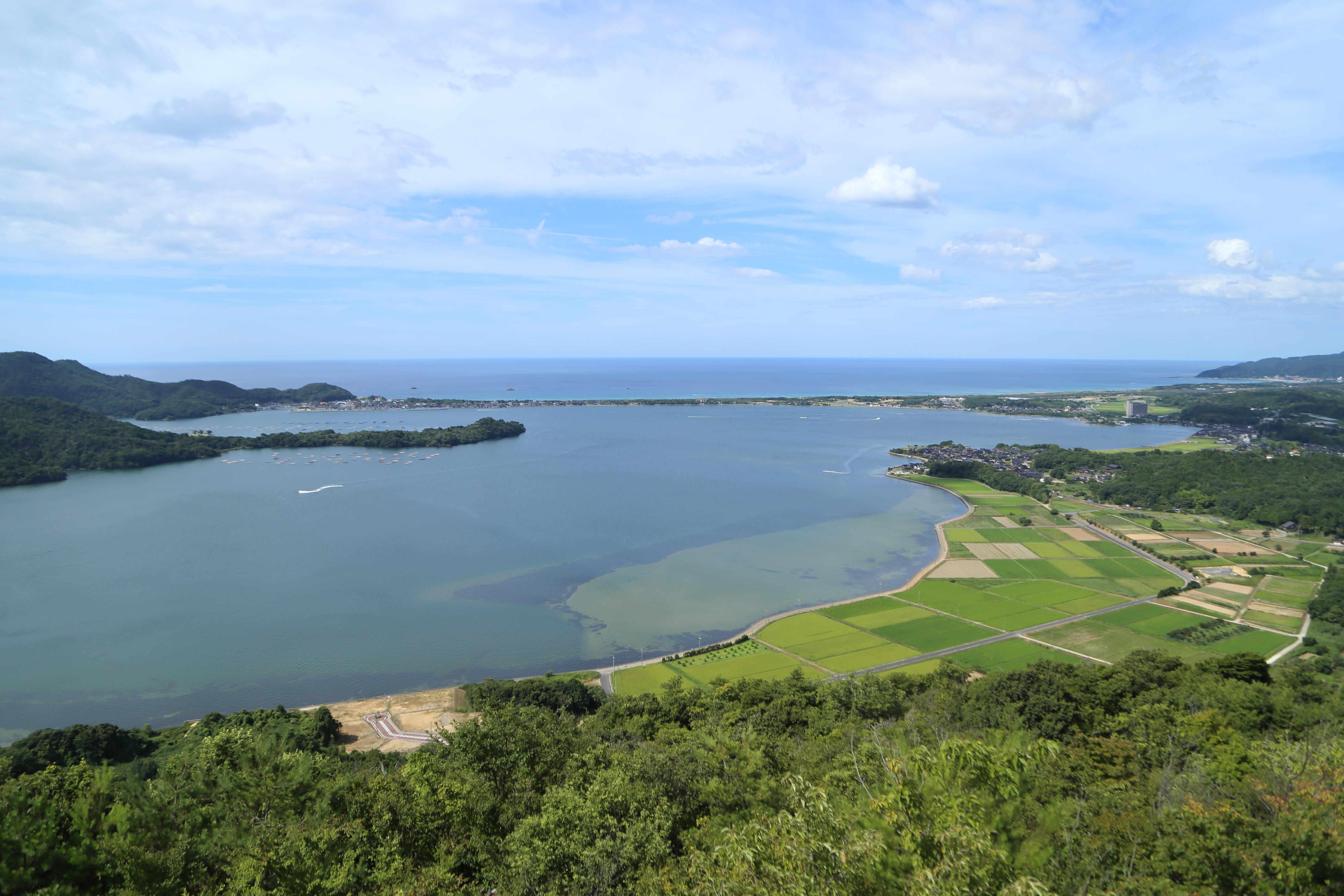
佐濃谷川が注ぐ久美浜湾

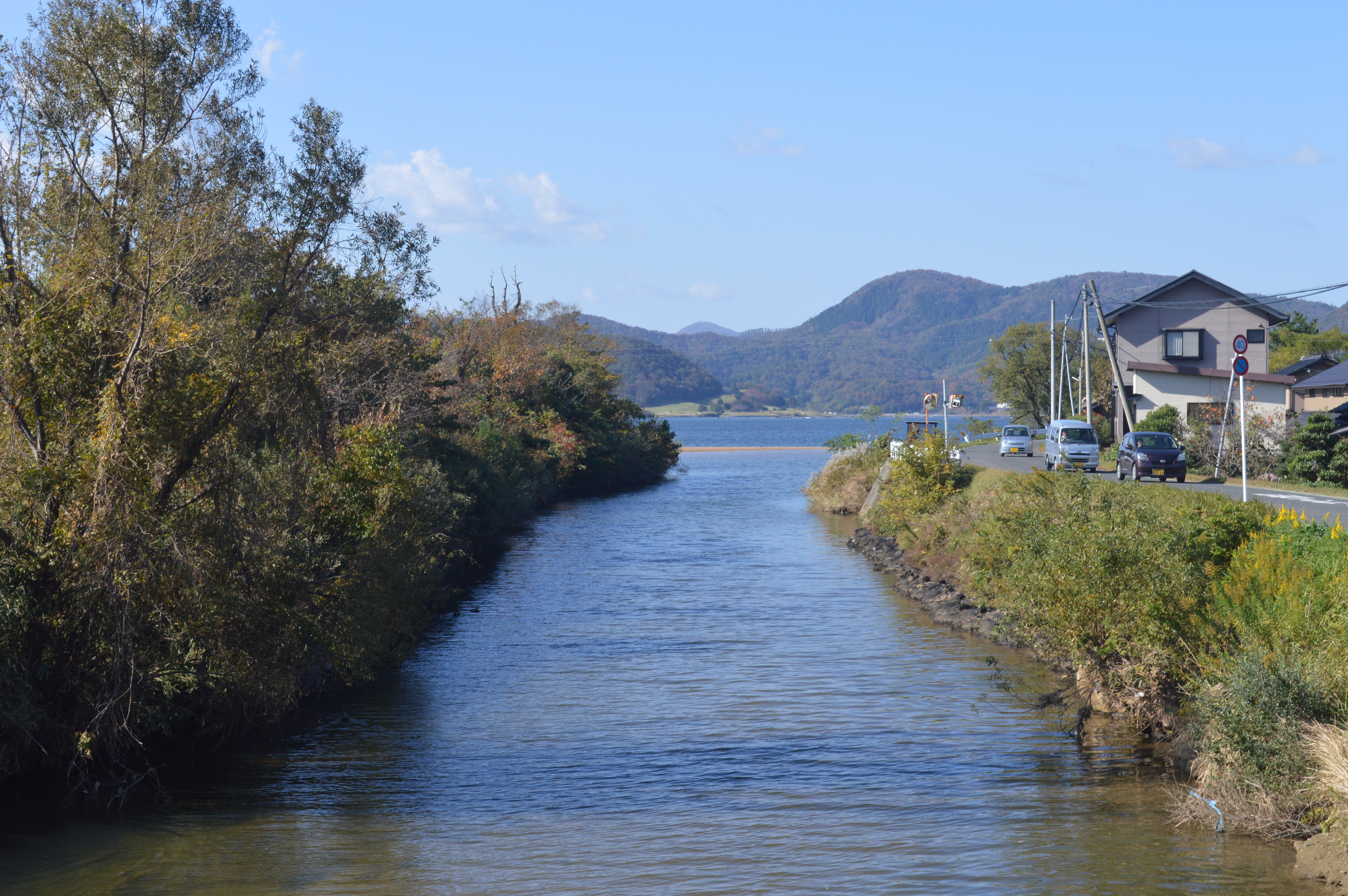
久美浜湾への流入部

水源の高竜寺ヶ岳は京丹後市と兵庫県豊岡市の境界にあり、北麓のたんたんトンネル入口付近に端を発する。国道482号に沿って北流し、右手から二俣川と佐野川、左手から黒滝川という細い支流を集める。国道312号との交差部付近で北北西にやや向きを変え、野中で円頓寺川、女布で長野川などの支流を集める。
大井の京丹後市立田村小学校付近で最大の支流である三原川を集め、久美の浜温泉付近で国道178号をくぐる。すぐに京都丹後鉄道宮豊線を越え、90度以上向きを変えて南西に進む。久美浜町鹿野で右派川（北側）と左派川（南側）に分岐し、久美浜町葛野で久美浜湾に注ぐ。現在は下流で西に向きを変えて久美浜湾に注いでいるが、川上谷川と同じく、先史時代には向きを変えずに直接日本海に注いでいたと考えられている。
緩やかな丘陵を挟んで西側には、佐濃谷川と並行して川上谷川が流れている。川上谷川の流域面積は佐濃谷川の80%程度だが、形成する河谷平野は川上谷川のほうが大きく、また水源近くまで水田が広がっている。東側は木津川の流域と接しており、下流部では木津温泉を流れる。中流域には2013年（平成25年）度で閉校となった京丹後市立佐濃小学校があり、校歌の2番に「佐濃谷川のせせらぎに-」という歌詞が登場する。

### 気候
気候は冬期の積雪が多い日本海側気候であり、豊岡測候所で観測された年平均気温は14.2度、年平均降水量は約2,000mmである。日本海沿岸は山陰海岸国立公園に指定されており、川上谷川が流入する久美浜湾は全域において公園指定がなされている。

## 歴史
かつての河口部とされる日本海沿岸の砂丘付近には国の史跡に指定されている函石浜遺跡がある。縄文時代から室町時代にかけての長い期間に渡る遺物が出土しており、出土品には九州遠賀川系の弥生土器、王莽の貨泉、周代の刀銭などがある。内陸部の河岸には弥生後期の遺跡がある。
『和名抄』には佐濃谷川流域の集落として佐濃郷と田村郷が記され、流域の式内社には女布の売布神社がある。中世には佐濃谷川や川上谷川の流域がさらに開発された。
1889年（明治22年）に市制町村制が施行されると、佐濃谷川流域には上佐濃村、下佐濃村、田村が成立した。これら3村の区域は1955年（昭和30年）から1958年（昭和33年）にかけて、久美浜町に合併された。2004年（平成16年）、久美浜町は周辺の町々と合併して京丹後市となった。